# 히어 (기업)
히어(HERE)는 노키아의 위성 지도 사업부문이었다. 노키아는 2015년 독일의 아우디, BMW, 다임러 AG 자동차 3사 컨소시움에 약 3조5천800억원에 매각하였다.
위성지도사업부문은 미래 주요 기술로 거론되는 자율주행차의 핵심기술중 하나이다.

## 기술
히어맵의 역사는 노키아가 2007년에 인수한 미국의 나브텍(Navteq)으로 거슬러 올라간다. 현재 암스텔담에 거점을 두고 있다.
히어는 도로 네트워크, 건물, 공원 및 교통 패턴과 같은 위치 콘텐츠를 캡처한 다음 해당 매핑 컨텐츠를 판매하거나 라이센스로 제공하며, 내비게이션 서비스 및 위치 솔루션을 알파인 전자, 가르민, BMW, 오라클 및 아마존닷컴(Amazon.com)과 같은 다른 비즈니스에 판매한다. 또한 스마트폰에 플랫폼 서비스를 제공하기도 한다. 그것은 자체 HERE 응용 프로그램을 통해 위치 정보 서비스를 제공하고 GIS 사용자 및 Bing, Facebook 및 Yahoo!와 같은 다른 공급자에게도 위치 서비스를 제공한다. 거의 200개국에 대한 지도 데이터가 있으며 94개국에서 음성 안내 내비게이션을 제공하며 33개국에서 실시간 교통 정보를 제공하고 45개국의 약49,000개의 독특한 건물에 실내지도를 제공한다.

## 같이 보기
- 구글 지도
- 우버